# Christian Grabau
Johann Christian Lebrecht Grabau (〰 1. Juli 1810 in Bremen; † 4. Januar 1874 in Bremen) war ein deutscher Maler und Zeichenlehrer sowie Radierer.

## Biografie

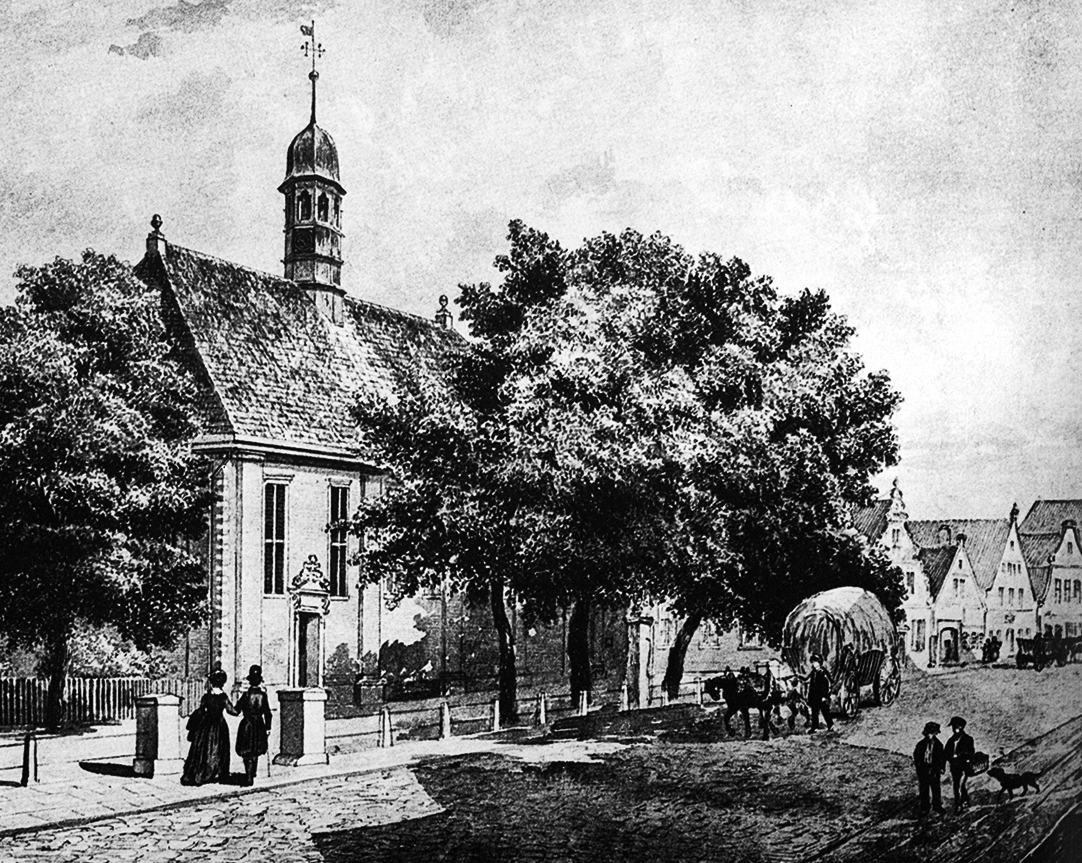
Lithografie von Christian Grabau aus dem Jahr 1872, die die alte St.-Pauli-Kirche in der Bremer Neustadt zeigt

Grabau war der Sohn des gleichnamigen Bremer Lehrers und Organisten Lebrecht Grabau und Bruder der Sängerin Henriette Grabau-Bünau, auch seine weiteren Geschwister wurden bekannte Künstler und Musiker.
Auf väterliches Gesuch erhielt Christian Grabau 1832 vom Bremer Senat ein Stipendium über je 50 Taler für drei Jahre. Seine Ausbildung erhielt er in den Jahren 1829 bis 1833 in Düsseldorf als Schüler der dortigen Akademie. Dort waren Theodor Hildebrandt und Heinrich Christoph Kolbe seine Lehrer. Außerdem nahm er Privatunterricht bei dem Landschafts- und Tiermaler Friedrich Simmler. Schon während seines Studiums fiel er durch herausragende Landschaftsbilder auf, vor allem aber durch Tierbilder. Ab 1833 stellte er in Düsseldorf aus, 1834 und 1835 erwarb der Kunstverein Hannover Tierbilder von ihm, 1836 erstand Prinzessin Friedrich von Preußen seine Herbstlandschaft aus dem Ballenberger Forste mit Rehen.
Grabau war ab 1842 mit der Bremerin Gebetha (Betty) Wilkens (1821–1902) verheiratet. Das Paar wohnte in Bremen und bekam sieben Kinder, darunter den Sohn und späteren Zivilingenieur, Erfinder und Aluminium-Unternehmer Ludwig Grabau (* 6. Mai 1848 in Bremen; † 1915).
Mitte des 19. Jahrhunderts bildete Christian Grabau zahlreiche Kirchen ab. Die originalen Werke sollen sich teilweise nicht erhalten haben, aber im Zuge der Ausbreitung der Fotografie sollen „[…] photographische Nachbildungen“ in den Handel gekommen sein. In den 1860er Jahren war Grabau Lehrer der Landschaftsmalerin Fanny Meyer. Auch der Maler und Lithograf Johann Bremermann (1827–1897) und der Maler David Heinrich Munter (1816–1879) waren seine Schüler.
Zeichnungen von Bremen und Umgebung befinden sich im Focke-Museum und der Kunsthalle Bremen.